# Andrija (zadarski graditelj)
Andrija (Zadar, 12. stoljeće, hrvatski graditelj).
Jedan od prvih poznatih zadarskih graditelja. Djelovao je krajem 12. stoljeća.